# Wirus zdeformowanych skrzydeł

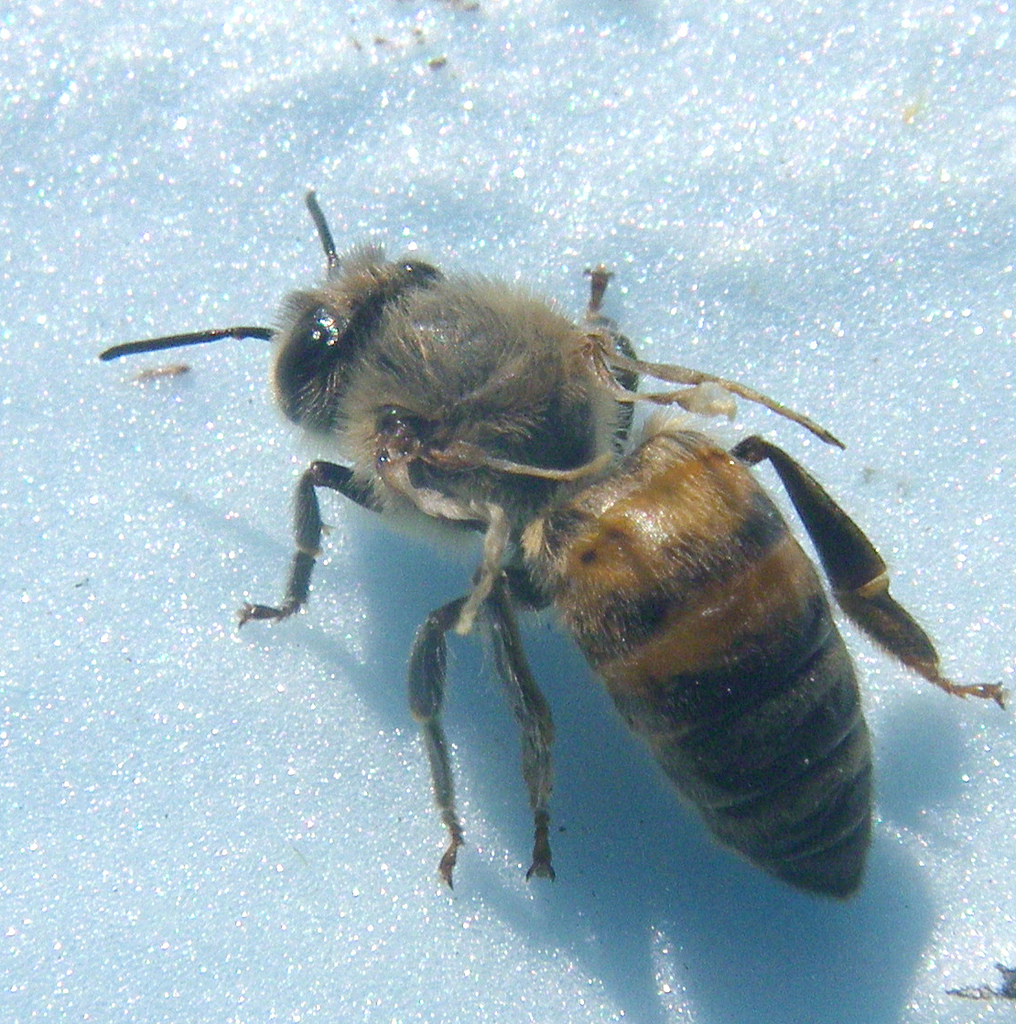
Pszczoła ze zdeformowanymi skrzydłami

Wirus zdeformowanych skrzydeł (ang. Deformed wing virus – DWV) – wirus atakujący pszczoły i odpowiedzialny za nie do końca wykształcone skrzydła.

## Historia odkrycia
Początkowo występowanie nie do końca wykształconych skrzydeł wiązano z zakażaniem roztoczami Varroa destructor, które odżywiają się hemolimfą pszczół. Obecnie objawy przypisuje się wirusowi DWV, który został wyizolowany po raz pierwszy w 1980 roku w Japonii.

## Epidemiologia
Wirus jest szeroko rozpowszechniony. Występuje u pszczół zakażonych warrozą, roznoszony jest bowiem przez roztocza V. destructor. Występowanie V. destructor zwiększa częstotliwość pojawiania się wirusa DWV u pszczół z 10% do 100%. DWV jest jedną z głównych przyczyn ginięcia rodzin pszczelich zarażonych warrozą. Wirus przenoszony jest także z pokarmem, jego obecność stwierdzono także w zapłodnionych jajach oraz w nasieniu.
Wirus rozprzestrzenia się w rodzinach pszczelich powoli, przez co chore osobniki i kolonie stanowią źródło zakażenia dla zdrowych jednostek.
Z DWV spokrewniony jest egipski wirus pszczół (EBV).

## Objawy
Pszczoła może zostać zakażona w trzech okresach życia, począwszy od stadium czerwi, przez poczwarkę, po osobnika dorosłego.
Zarażony czerw prawdopodobnie ginie. Charakterystyczne, źle wykształcone skrzydła pojawiają się, gdy poczwarki zostają zakażone w czasie kształtowania się zawiązków skrzydeł w stadium białych oczu. Zakażenie wirusem może także powodować rozwijanie się osobników o skróconym odwłoku. Pszczoły zarażone jako dorosłe do śmierci nie wykazują objawów chorobowych, ale ich życie ulega skróceniu.
Kalekie pszczoły pojawiają się zazwyczaj na przełomie lata i jesieni drugiego lub trzeciego roku po zakażeniu kolonii warrozą.